# Viviparità adenotrofica
La viviparità adenotrofica è una modalità riproduttiva tipica di alcune famiglie di insetti ematofago quali le Glossinidi, comunemente indicate come mosche tse-tse, le Hippoboscidae e le mosche dei pipistrelli (streblidi e nycteribiidi) in quanto la viviparità adenotrofica è una caratteristica della superfamiglia Hippoboscoidea.
La viviparità adenotrofica differisce dall'ovoviviparità in quanto le uova (di solito una alla volta) sono trattenute all'interno del corpo della femmina, si schiudono e sono nutrite attraverso organi secretori indicate come "ghiandole del latte". In questa fase le larve, che respirano grazie a un sifone che sporge dall'organismo materno si sviluppano fino a quando sono pronte per impuparsi, venendo poi "larvipositate" impupandosi immediatamente. Questo processo protegge gli insetti dalla predazione durante il loro stadio di vita più vulnerabile. Nell'ovoviviparità, diversamente, uno o più uova si schiudono all'interno della femmina, ma non vengono nutrite dopo la schiusa e vengono immediatamente "larvipositate" e continuano il loro sviluppo fuori dalla femmina.